# Wereldkampioenschappen zwemmen 2011 – 200 meter vrije slag vrouwen
De 200 meter vrije slag vrouwen op de wereldkampioenschappen zwemmen 2011 vond plaats op 26 juli, series en halve finales, en 27 juli 2011, finale. Omdat het zwembad waarin de wedstrijd gehouden werd 50 meter lang is, bestond de race uit vier baantjes. Na afloop van de series kwalificeerden de zestien snelste zwemmers zich voor de halve finales, de snelste acht uit de halve finales gingen door naar de finale. Regerend wereldkampioene was Federica Pellegrini uit Italië.

## Podium
| Goud                | Goud | Zilver       | Zilver | Brons          | Brons |
| ------------------- | ---- | ------------ | ------ | -------------- | ----- |
| Federica Pellegrini | ITA  | Kylie Palmer | AUS    | Camille Muffat | FRA   |

## Records
Voorafgaand aan het toernooi waren dit het wereldrecord en het kampioenschapsrecord
| Wereldrecord en Kampioenschapsrecord | Federica Pellegrini | 1.52,98 | Rome | 29 juli 2009 |

## Uitslagen

### Series
| Rang | Serie | Baan | Naam                 | Land                  | Tijd    | Bijz. |
| ---- | ----- | ---- | -------------------- | --------------------- | ------- | ----- |
| 1    | 6     | 5    | Allison Schmitt      | Verenigde Staten      | 1.56,66 | Q     |
| 2    | 7     | 4    | Federica Pellegrini  | Italië                | 1.56,87 | Q     |
| 3    | 5     | 4    | Bronte Barratt       | Australië             | 1.57,37 | Q     |
| 4    | 5     | 6    | Ágnes Mutina         | Hongarije             | 1.57,40 | Q     |
| 5    | 6     | 4    | Kylie Palmer         | Australië             | 1.57,42 | Q     |
| 6    | 5     | 5    | Femke Heemskerk      | Nederland             | 1.57,43 | Q     |
| 7    | 7     | 6    | Silke Lippok         | Duitsland             | 1.57,53 | Q     |
| 8    | 6     | 1    | Lauren Boyle         | Nieuw-Zeeland         | 1.57,72 | Q     |
| 9    | 7     | 5    | Camille Muffat       | Frankrijk             | 1.57,99 | Q     |
| 10   | 4     | 4    | Sara Isakovič        | Slovenië              | 1.58,01 | Q     |
| 11   | 7     | 8    | Melanie Costa        | Spanje                | 1.58,04 | Q     |
| 12   | 6     | 3    | Sarah Sjöström       | Zweden                | 1.58,26 | Q     |
| 12   | 6     | 8    | Barbara Jardin       | Canada                | 1.58,26 | Q     |
| 14   | 7     | 7    | Evelyn Verrasztó     | Hongarije             | 1.58,27 | Q     |
| 15   | 6     | 6    | Tang Yi              | China                 | 1.58,30 | Q     |
| 16   | 6     | 2    | Haruka Ueda          | Japan                 | 1.58,74 | ?     |
| 16   | 7     | 1    | Hanae Ito            | Japan                 | 1.58,74 | ?     |
| 18   | 5     | 1    | Samantha Cheverton   | Canada                | 1.58,83 |       |
| 19   | 5     | 3    | Veronika Popova      | Rusland               | 1.58,89 |       |
| 20   | 7     | 2    | Morgan Scroggy       | Verenigde Staten      | 1.59,22 |       |
| 21   | 7     | 3    | Zhu Qianwei          | China                 | 1.59,22 |       |
| 22   | 5     | 8    | Nina Rangelova       | Bulgarije             | 1.59,30 |       |
| 23   | 5     | 7    | Joanne Jackson       | Verenigd Koninkrijk   | 1.59,36 |       |
| 24   | 5     | 2    | Rebecca Adlington    | Verenigd Koninkrijk   | 1.59,40 |       |
| 25   | 4     | 1    | Karin Prinsloo       | Zuid-Afrika           | 1.59,52 |       |
| 26   | 4     | 2    | Pernille Blume       | Denemarken            | 1.59,96 |       |
| 27   | 6     | 7    | Gabriella Fagundez   | Zweden                | 2.00,05 |       |
| 28   | 4     | 3    | Sze Hang Yu          | Hongkong              | 2.00,52 |       |
| 29   | 4     | 5    | Cecilie Johannessen  | Noorwegen             | 2.00,56 |       |
| 30   | 3     | 3    | Joerdis Steinegger   | Oostenrijk            | 2.01,06 |       |
| 31   | 3     | 5    | Melanie Nocher       | Ierland               | 2.01,33 |       |
| 32   | 4     | 6    | Daryna Zevina        | Oekraïne              | 2.01,50 |       |
| 33   | 4     | 7    | Anna Stylianou       | Cyprus                | 2.01,62 |       |
| 34   | 3     | 4    | Liliana Ibanez       | Mexico                | 2.01,70 |       |
| 35   | 4     | 8    | Katarina Filova      | Slowakije             | 2.01,96 |       |
| 36   | 3     | 8    | Katarina Listopadova | Slowakije             | 2.02,15 |       |
| 37   | 3     | 7    | Ranohon Amanova      | Oezbekistan           | 2.02,89 |       |
| 38   | 3     | 2    | Kim Jungh-hye        | Zuid-Korea            | 2.03,13 |       |
| 39   | 3     | 1    | Natthanan Junkrajang | Thailand              | 2.03,68 |       |
| 40   | 2     | 4    | Andrea Cedron        | Peru                  | 2.08,10 |       |
| 41   | 2     | 1    | Bayan Jumah          | Syrië                 | 2.09,08 |       |
| 42   | 2     | 2    | Branka Vranjes       | Bosnië en Herzegovina | 2.09,64 |       |
| 43   | 2     | 3    | Heather Arseth       | Mauritius             | 2.10,93 |       |
| 44   | 2     | 7    | Olivia de Maroussem  | Mauritius             | 2.12,28 |       |
| 45   | 2     | 6    | Ma Cheok Mei         | Macau                 | 2.12,39 |       |
| 46   | 2     | 8    | Britany van Lange    | Guyana                | 2.16,40 |       |
| 47   | 1     | 3    | Victoria Chentsova   | Noordelijke Marianen  | 2.27,86 |       |
| 48   | 1     | 5    | Aure Fanchette       | Seychellen            | 2.31,88 |       |
| 49   | 1     | 6    | Jennet Saryyeva      | Turkmenistan          | 2.41,27 |       |
| –    | 1     | 4    | Gouri Kotecha        | Tanzania              |         | DNS   |
| –    | 2     | 5    | Victoria Ho          | Jamaica               |         | DNS   |
| –    | 3     | 6    | Andreina Pinto       | Venezuela             |         | DNS   |

#### Swim-off
| Rang | Baan | Naam        | Land  | Tijd    | Bijz. |
| ---- | ---- | ----------- | ----- | ------- | ----- |
| 1    | 4    | Haruka Ueda | Japan | 1.58,19 | Q     |
| 2    | 5    | Hanae Ito   | Japan | 1.58,55 |       |

### Halve finales
| Rang | Naam                | Land             | Tijd    | Serie | Baan | Bijz. |
| ---- | ------------------- | ---------------- | ------- | ----- | ---- | ----- |
| 1    | Femke Heemskerk     | Nederland        | 1.55,54 | 1     | 3    | Q     |
| 2    | Federica Pellegrini | Italië           | 1.56,42 | 1     | 4    | Q     |
| 3    | Kylie Palmer        | Australië        | 1.56,59 | 2     | 3    | Q     |
| 4    | Camille Muffat      | Frankrijk        | 1.56,62 | 2     | 2    | Q     |
| 5    | Sarah Sjöström      | Zweden           | 1.56,71 | 1     | 7    | Q     |
| 6    | Bronte Barratt      | Australië        | 1.56,90 | 2     | 5    | Q     |
| 7    | Silke Lippok        | Duitsland        | 1.57,02 | 2     | 6    | Q     |
| 8    | Allison Schmitt     | Verenigde Staten | 1.57,07 | 2     | 4    | Q     |
| 9    | Ágnes Mutina        | Hongarije        | 1.57,53 | 1     | 5    |       |
| 10   | Melanie Costa       | Spanje           | 1.57,83 | 2     | 7    |       |
| 11   | Tang Yi             | China            | 1.57,91 | 2     | 8    |       |
| 12   | Lauren Boyle        | Nieuw-Zeeland    | 1.58,09 | 1     | 6    |       |
| 13   | Barbara Jardin      | Canada           | 1.58,18 | 2     | 1    |       |
| 14   | Haruka Ueda         | Japan            | 1.58,28 | 1     | 8    |       |
| 15   | Sara Isakovič       | Slovenië         | 1.58,52 | 1     | 2    |       |
| 16   | Evelyn Verrasztó    | Hongarije        | 1.59,71 | 1     | 1    |       |

### Finale
| Rang   | Naam                | Land             | Tijd    | Baan | Bijz. |
| ------ | ------------------- | ---------------- | ------- | ---- | ----- |
| Goud   | Federica Pellegrini | Italië           | 1.55,58 | 5    |       |
| Zilver | Kylie Palmer        | Australië        | 1.56,04 | 3    |       |
| Brons  | Camille Muffat      | Frankrijk        | 1.56,10 | 6    |       |
| 4      | Sarah Sjöström      | Zweden           | 1.56,41 | 2    |       |
| 5      | Bronte Barratt      | Australië        | 1.56,60 | 7    |       |
| 6      | Allison Schmitt     | Verenigde Staten | 1.56,98 | 8    |       |
| 7      | Femke Heemskerk     | Nederland        | 1.57,63 | 4    |       |
| 8      | Silke Lippok        | Duitsland        | 1.58,26 | 1    |       |